# Charlotte Steurer

Charlotte Ilona Steurer, o. J. Original im Besitz der Magnus-Hirschfeld-Gesellschaft, Berlin

Charlotte Ilona Steurer geborene Eckstein (* 4. Januar 1921 in Schweidnitz, Provinz Niederschlesien; † 23. August 1986 in Wiener Neustadt) war eine deutsch-österreichische Aktivistin der Homophilenbewegung.

## Leben und Wirken
Charlotte Steurer wurde unter ihrem Geburtsnamen Eckstein am 4. Januar 1921 in Schweidnitz geboren. Ihre Eltern waren der Kachelglasierer Fritz Eckstein (1894–1945) und Emma Emilie, geborene Zimbal (1893–1967). Sie hatte einen jüngeren Bruder, Gerhard Eckstein (1923–2003).
Charlotte Eckstein wurde evangelisch erzogen, besuchte aber das Lyzeum des katholischen Ursulinenklosters in ihrer Heimatstadt. Ursprünglich wollte sie Lehrerin werden, doch auf Drängen ihrer Eltern ließ sie sich zur medizinischen Assistentin ausbilden. Ab 1940 wohnte und arbeitete sie für einige Jahre in Berlin.
Nach eigenen Angaben entwickelte Charlotte Eckstein früh eine widerständige Haltung gegen die Nationalsozialisten, die jedoch nicht in organisierten Widerstand gegen den Nationalsozialismus mündete. Erste Erkenntnisse über den Charakter des „Dritten Reichs“ erfuhr sie als 17-Jährige, als sie Zeugin der Folgen der Reichspogromnacht in Liegnitz wurde. Von den systematischen Morden an Juden erfuhr sie nach eigenen Angaben zum ersten Mal 1943.
Mit dem Thema Homosexualität hatte sich Charlotte Eckstein bis zum Beginn des Zweiten Weltkriegs nicht auseinandergesetzt. Doch lernte sie um diese Zeit erstmals Männer kennen, die nach Aussagen von gemeinsamen Freundinnen einem „Himmelfahrtskommando“ zugeteilt worden waren, weil sie „unnormal“ waren. Ungefähr gleichzeitig wurde sie von ihrer Mutter über die Homosexualität deren einzigen Bruders, Paul Zimbal (?–1916), aufgeklärt, der im Ersten Weltkrieg als Soldat gestorben war.
Im Februar 1945 flüchtete Charlotte Eckstein mit ihrer Mutter vor dem Einmarsch der Roten Armee aus Schlesien über Krumau (Český Krumlov) nach Österreich. Während sich die Mutter in der Nähe ihres Sohnes in Nürnberg niederließ, heiratete Charlotte Eckstein 1946 den Österreicher Michael Steurer (1916–2007), einen Bruder des später bekannten Weinexperten Rudolf Steurer (1924–2013), und zog mit ihm nach Wiener Neustadt. Michael Steurer wurde hier als Handelsangestellter tätig, und seine Frau Charlotte kümmerte sich um Haushalt und Pflege der Schwiegermutter. Die Ehe blieb kinderlos. Charlotte Steurers einzige selbstständige Publikation, der Gedichtband Gedämpfte Akkorde, erschien 1956.
Ab 1971 hielt sich Charlotte Steurer jeden Sommer für mehrere Wochen im hessischen Kronberg auf, wo sie das Haus des Arztes und Konstitutionsbiologen Willhart S. Schlegel (1912–2001) hütete, während die anderen Bewohner – Schlegel, der Journalist Johannes Werres (1923–1990) und dessen Lebensgefährte Heinz Liehr (1917–1990) – in Urlaub waren. Schlegel, Werres und Liehr waren seinerzeit drei der namhaftesten Vertreter der bundesdeutschen Homophilenbewegung. 
Charlotte Steurer starb nach längerer Krankheit am 23. August 1986 in Wiener Neustadt. Ihr umfangreicher Nachlass wurde von ihrem Mann vernichtet.

## Engagement innerhalb der Homophilenbewegung
In ihrer Freizeit entwickelte Steurer eine rege Tätigkeit als Verfasserin von Briefen, Erzählungen und Artikeln. Sie verfügte mit der Zeit über ein sehr großes Kontaktnetz, vor allem außerhalb Österreichs, in dem sie sich mit Gleichgesinnten über das Thema Homosexualität austauschte. Zu ihren Briefpartnern gehörten etwa der Religionshistoriker Hans-Joachim Schoeps (1909–1980), die Ärzte Hans Giese (1920–1970) und Rudolf Klimmer (1905–1977), der studentische Homophilen-Aktivist Rainer Plein (1948–1976), der Journalist „Fedor Fackeltantz“ (d. i. Wolf Heribert Flemming, 1932–1995) und andere. Unter den homopolitisch aktiven Organisationen und Zeitschriften, mit denen sie in Verbindung stand, waren der Schweizer Kreis, dessen Nachfolgepublikationen Club 68 und Plädoyer, die Reutlinger Kameradschaft die runde, das niederländische Cultuur- en Ontspanningscentrum (COC), die dänische und später Hamburger Internationale Homophile Welt-Organisation (IHWO), die Homophile Studentengruppe Münster (HSM), der Heidelberger Pan-Verlag und die Zeitschriften Der Weg, Du & Ich, Him, Gay Journal und Revolt Mann.
Um 1964 kam Steurer in Kontakt mit dem Wiener Rechtsanwalt Franz Xaver Gugg (1921–2003), der im Jahr zuvor mit einigen Bekannten den österreichischen Verband für freie Mutterschaft und sexuelle Gleichberechtigung gegründet hatte. Dieser Verband war der erste sexualreformatorische Verein Österreichs nach 1945 und sprach sich für die Abschaffung des Abtreibungsverbotes und des Totalverbotes homosexueller Handlungen unter Männern wie Frauen nach § 129 1 b StG aus. 1964 gab er mit der Zeitschrift Aufklärung, als deren verantwortliche Redakteurin Steurer auftrat, die erste Homosexuellenzeitschrift Österreichs heraus. Nach deren Einstellung entwickelte Steurer ein beachtliches Aktivitätsniveau im Kampf gegen die antihomosexuelle Strafgesetzgebung vor allem im deutschsprachigen Raum. Dem Wiener Wochenblatt („WiWo“) gab sie 1966 erstmals ein Interview.
Steurer schrieb Briefe unter anderem an Papst Paul VI., die österreichische Bundesregierung und den Vorstand der Sozialistischen Partei Österreichs, die österreichische Zeitschrift Menschenrecht, den ORF und den Wiener Erzbischof Kardinal Franz König, aber auch an den deutschen Psychiater Wolfgang Kretschmer (1918–1994), den Zukunftsforscher Robert Jungk (1913–1994) und bundesdeutsche Zeitschriften und Zeitungen wie Quick, Spiegel, Stern, Frankfurter Allgemeine Zeitung, Welt am Sonntag und Konkret. Als Leserbriefschreiberin wählte sie teilweise die beiden Vornamen ihres Vaters „Fritz Walter“ (bzw. „Walter Fritz“) als Absender.
Als heterosexuelle Frau war Steurer in gewisser Weise eine Außenseiterin der deutschsprachigen Homophilenbewegung. Sie zeichnete sich durch ein elitäres und teilweise reaktionäres Weltbild aus, das nicht frei von Widersprüchen ist. Zudem neigte sie zu haltlosen Vereinfachungen und brachte manches Un- und Halbwissen zum Ausdruck. Weltanschaulich war sie Apokalyptikerin. Sie warnte vor den Folgen der Überbevölkerung und der Umweltzerstörung, sie lehnte Atomkraftwerke, den zunehmenden Autoverkehr und den ungehinderten Gebrauch von Pestiziden ab. Bereits Anfang der 1970er Jahre lebte sie in einer Art Endzeitstimmung und rechnete mit dem baldigen Zusammenbruch der Zivilisation. Ihrer Gegenwart attestierte sie einen „Wertebankrott“. Vor diesem Hintergrund idealisierte sie homosexuelle Männer und bescheinigte ihnen Selbstlosigkeit, Klarheit, Willensstärke, Genialität und Tapferkeit, und sie gab sich überzeugt, ohne die „gültige Rehabilitierung der Homophilie“ könne diese Welt keine heile mehr werden. Die gleichgeschlechtliche Neigung war ihrer Meinung nach „eine Naturgegebenheit, die weder unter- noch übergeordnet, sondern einzig allein in die Gesellschaft eingeordnet gehört. Jede Liebe ist göttlich und Schöpferkraft.“ Lesbische Frauen und lesbische Liebe erwähnte sie in ihren Briefen wie ihren Veröffentlichungen kaum. Homosexuelle, deren Beziehungen nicht auf Nachkommenschaft ausgerichtet waren, umschrieb sie meist mit den Worten „wertvolle Menschen“.
Steurer lehnte das Wort „schwul“ entschieden ab und wandte sich vehement gegen eine Fernseh-Ausstrahlung des Rosa-von-Praunheim-Films Nicht der Homosexuelle ist pervers, sondern die Situation, in der er lebt (1971). Damit stellte sie sich gegen den Anfang einer neuen, progressiven Bewegung, die sich offen und kämpferisch für die Rechte und ein neues Selbstbewusstsein von Homosexuellen im deutschsprachigen Raum einsetzte. Zu der in den 1970er Jahren erstarkenden deutschen wie österreichischen Schwulen- und Lesbenbewegung fand sie keinen Anschluss, und fortan erlangte sie für ihre Positionen nur noch wenig Gehör. Die auf Toleranz hoffenden und an die heterosexuellen Normen angepassten Ansichten und Strategien der Homophilenbewegung galten seit Stonewall (1969) in den USA und von Praunheims Film als überholt und regressiv.
In publizistischer Hinsicht verstummte Charlotte Steurer um 1978.

## Veröffentlichungen (Auswahl)
- Gedämpfte Akkorde (Gedichte). Wien: Europäischer Verlag, 1956 (31 Seiten).
- [Leserbrief], in: Quick. Die große Illustrierte 1965 (Jg. 19), Nr. 3, S. 32.
- [Unter Verwendung des Namens Ilona]: Was ist dabei? [Gedicht], in: Der Weg zu Freundschaft und Toleranz 1969 (Jg. 19), Nr. 216, S. 47.
- [Unter dem Pseudonym Fritz Walter:] Antwort auf einen Leserbrief in „Uni 8“ S. 16, in: Der Weg zu Freundschaft und Toleranz 1970 (Jg. 20), Nr. 227, S. 24–25.
- Him-Korrespondentin in Wien, in: Him 1970 (Jg. 1), Nr. 5, S. 212.
- Österreich, in: Club 68. Das Organ für die Homophilen der Schweiz 1970 (Jg. 3), Nr. 8, S. 15.
- [Unter dem Pseudonym Fritz Walter:] Für Kontakte und gute Gespräche. Zu „Eine Reaktion in Windeln“ [Leserbrief], in: Club 68. Das Organ für die Homophilen der Schweiz 1970 (Jg. 3), Nr. 10, S. 12.
- Wir müssen etwas tun!, in: Club 68. Das Organ für die Homophilen der Schweiz 1970 (Jg. 3), Nr. 11, S. 12.
- [Zusammen mit Urs Frank, d. i. Peter Lerch:] Der Fall Österreich, in: Club 68. Das Organ für die Homophilen der Schweiz 1971 (Jg. 4), Nr. 9, S. 11.
- Mehr Verständnis [Leserbrief], in: Anstoss + Argumente 1971, Nr. 5, S. 9–10.
- Inquisition 1972, in: Plädoyer: Die Zeitung der Minderheiten 1972 (Jg. 1), Nr. 3, S. 3.
- Der Hausfreund, in: Plädoyer. Die Zeitung der Minderheiten 1972 (Jg. 1), Nr. 8, S. 6.
- Homosex – oder wie sonst?, in: Revolt Mann 1977 (Jg. 1), Nr. 8, S. 44–45.
- Es lohnt sich zu kämpfen, in: Revolt Mann 1977 (Jg. 1), Nr. 10, S. 9.